# Polära koordinater

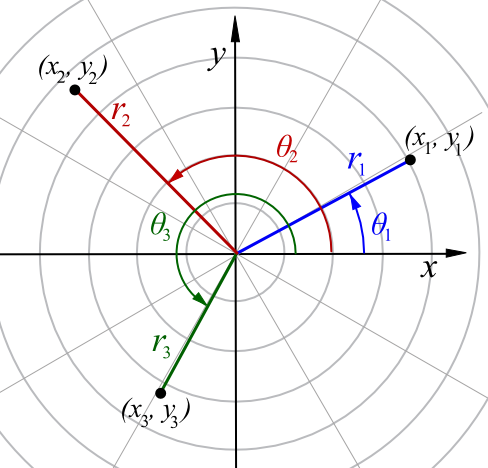
Polära och rektangulära koordinater i två dimensioner

Polära koordinater används i en form av tvådimensionellt koordinatsystem där en punkt identifieras av ett avstånd från en fix punkt samt av en vinkel. De används ofta inom matematisk analys, främst inom flervariabelanalys och differentialkakyl.
Systemet består i planet av punkten O (kallad polen) och en rät linje L (kallad grundriktningen) som går genom O.  Avståndskoordinaten är punktens avstånd r från origo (som även kan uttryckas OP=r) och vinkelkoordinaten är vinkeln θ (theta) mellan x-axeln och linjen genom origo och punkten (som även kan uttryckas som vinkeln mellan OP och L).

## Samband med kartesiska koordinater
Transformering från polära koordinater till kartesiska koordinater sker genom 
{\displaystyle {\begin{cases}x=r\cos \theta \\y=r\sin \theta \end{cases}}}
och för transformering från kartesiska koordinater till polära kan
{\displaystyle {\begin{cases}r={\sqrt {x^{2}+y^{2}}}\\\theta =\arctan {\cfrac {y}{x}}\quad x\neq 0\end{cases}}}
användas. Funktionen arctan(y/x) fungerar korrekt endast för första och fjärde kvadranten, varför vissa programbibliotek har funktionen atan2(y, x) vilken ger värden för samtliga kvadranter enligt
{\displaystyle \operatorname {atan2} (y,x)={\begin{cases}\arctan({\frac {y}{x}})&x>0\\\arctan({\frac {y}{x}})+\pi &x<0{\mbox{, }}y\geq 0\\\arctan({\frac {y}{x}})-\pi &x<0{\mbox{, }}y<0\\{\frac {\pi }{2}}&x=0{\mbox{, }}y>0\\-{\frac {\pi }{2}}&x=0{\mbox{, }}y<0\\{\text{odefinierad}}&x=0{\mbox{, }}y=0\end{cases}}}

## Radiell
Radiell anger att riktningen är vinkelrät ut från en sådan rotations- eller centrumlinje, det vill säga i samma riktning som axelns eller den rotationssymmetriska kroppens radie.

## Rumskoordinater

Sfäriska koordinater är ett sätt att utöka polära koordinater till tre dimensioner.

Polära koordinater kan generaliseras till tre dimensioner på två olika sätt: som cylindriska koordinater och som sfäriska koordinater.